# 藤井善隆
藤井 善隆（ふじい よしたか、1960年4月19日）は、日本の麻酔学者。研究不正による論文撤回数世界一の記録を持つ。
2012年に、少なくとも172本の学術論文において、存在しない薬の臨床試験のデータを捏造するなどしていたことが発覚し、ひとりの著者について撤回が必要になった学術論文の件数において、当時の新記録を作ったものと考えられている。調査委員会によりその後さらに不正論文が発見され、その数は183本となり、藤井が発表した論文のうち不正がなかったものは3本のみと発表された。

## 略歴
1987年に東海大学医学部医学科を卒業後、東京医科歯科大学医学研究科に進み、麻酔蘇生学を専攻した。
1991年に、「Diaphragmatic Fatigue and its Recovery are Influenced by Cardiac Output（横隔膜疲労とその回復は心拍出量に影響される）」により東京医科歯科大学から医学博士の学位を取得した。
ネット上に公開された履歴書によると 、藤井はカナダに2年滞在し、モントリオールの王立ヴィクトリア病院 (Royal Victoria Hospital) やマギル大学の研究員として過ごした後、1997年に筑波大学医学群の麻酔科講師となった。
2005年には、東邦大学医学部の第一麻酔科准教授となった。
研究業績のおもな主題は、麻酔を用いた外科手術後にしばしば生じる吐き気や嘔吐に対処する医薬品の治験であった。
2012年2月、不正行為の告発について、最初の検証が行なわれ、東邦大学は8本の論文に関して倫理規範違反があったとして諭旨退職処分を下し、藤井は医学部麻酔科准教授の地位を追われた。2012年4月青洲会神立病院（事業所）に転じた。

## 研究上の不正行為
藤井が捏造データの発表を始めたのは1993年であったと見られる。藤井の不正行為に対する最初の告発は、2000年に『Anesthesia & Analgesia』誌の「編集者への手紙 (Letter to the editor)」欄に寄せられたピーター・クランケ (Peter Kranke)、クリスチャン・アプフェル (Christian Apfel) らの寄稿であった。この「手紙」は、手術後の吐き気や嘔吐の抑制にグラニセトロンの有効性について藤井が報告した知見について、47本の論文で報告されたデータは「信じられないほど良好 (incredibly nice) であった」が、「すべての集団に関して副作用についての記述が同じであることに気づき、疑問をもつようになった」と述べていた。同じ著者たちによって2001年に『Acta Anaesthesiologica Scandinavica』誌に発表された論文は、グラニセトロンの効果に関する藤井のデータと、他の研究者たちの知見との間には「一貫した不一致」があることを報告した。藤井は、自分の業績に対するこうした批判を否定し、自分の得た結果は「真実」であり「どれだけ証拠を出せば十分な証明になるのか?」と反問した。アプフェルはアメリカ食品医薬品局や日本の医薬品行政当局、日本麻酔科学会に書簡を送り、藤井のデータに信頼性を欠くおそれのある部分があることを警告したが、どこからも応答はなかった。藤井の業績の検証を求める制度的な動きは起こらず、学術誌は藤井から投稿された新しい論文を受理し続けた。『Anesthesia & Analgesia』誌の編集者たちも、2010年ころまでは、藤井に対する告発を取り上げようとはしなかったが、『Anaesthesia』誌の編集者が改めてこの件に懸念を表明したことがきっかけとなり、『Anesthesia & Analgesia』誌をはじめ様々な学術誌の編集者たちが協力して、藤井の研究業績を検証することになった。2012年3月、『Anesthesia & Analgesia』誌の編集者は、2000年の告発への対応が「不十分なもの」であったと表明した 。
2012年3月には、藤井の業績の一部についての分析がふたつ公表された。3月7日、東邦大学は、牛久愛和総合病院で行なわれたとされる臨床研究の論文9本のうち、同病院の倫理委員会が藤井に承認を与えていたのは1本だけであったことが判明した、と公表した。この発表の後、これら9本の論文のうち8本は、臨床研究にかかる倫理基準を満たしていないとして撤回された。3月8日、『Anaesthesia』誌は、イギリスの麻酔専門医ジョン・カーライル (John Carlisle) による、藤井の論文168本で報告されたデータの統計分析の報告を発表した。カーライルは統計学の手法を用いて、藤井によって発表された様々な変数（試験対象者の年齢、体格、血圧など）のばらつきが、ランダムに選択された場合に予想される結果とどの程度一致するかを評価した。カーライルの結論は、データ・セットの大部分が「偶然の結果とは考えられない」もので、分布の多くが「尤度が極めて小さい」ことも指摘された。これを踏まえて、このありそうもない結果について十分な説明がなされない限りは、藤井が発表したデータを「メタ分析、レビューの対象から外すべきである」とカーライルは勧告した。
4月、学術誌23誌の編集者たちは、藤井が公刊した論文に関わったとされる日本の学術組織7団体に対して、藤井の研究業績を検証するよう公式に要求した。日本麻酔科学会は、澄川耕二・長崎大学教授を委員長とする「藤井善隆氏論文調査特別委員会」を設け、藤井の業績とされる249本の論文のうち、1990年から2011年に発表された212本を検証した。委員会は、藤井の論文の共著者たちや藤井に研究に関わってきた様々な人々にも聞き取りを行なった。委員たちは実験ノート、患者の記録、その他、藤井の研究の生データの入手と点検も試みた。2012年6月29日、委員会は合わせて172本の論文にデータの捏造があったと報告した。このうち、126本については、「まったくの捏造」であったと結論づけられた。報告書は「即ちあたかも小説を書くごとく、研究アイデアを机上で論文として作成したものである」と述べている。委員会は、212本の論文のうち3本については有効としたが、それはいずれも他の研究者が筆頭著者となっていた。また、37本については、データの捏造があったかどうかを判定できないとされた。
検証にあたった委員たちは、藤井が、研究に関わる日付や、臨床が行なわれた病院の名などを巧妙に曖昧にして、不正を発覚しにくくしていたと見えることを目の当たりにした。また、その時点での勤務先以外の組織に所属する者を論文の共著者として挙げることによって、臨床があたかも複数の病院で行なわれたかのような印象を与えていた。調査対象とされた212本の論文のうち、200本は共著で、共著者は55人に及んだが、共著者として名が挙がっていた研究者たちの中には、藤井が自分の名を共著者として挙げたことを知らない者も数人おり、共著者とされたうちの2人は学術誌に提出された論文原稿の添え状にある自分の署名は偽書されたものであると述べた。リトラクション・ウォッチ（Retraction Watch ：学術文献の撤回を取り上げるブログ）は、藤井の論文は被引用件数が少なく、共著者とされた研究者たちが自分たちの名が乱用されていることに気付かなかったのかもしれないと示唆している。検証にあたった委員たちは、長く藤井の上司の立場にあり、113本の論文を共著していた豊岡秀訓について、藤井の不正行為に気付いていた可能性があると見て、「捏造に関与しなかったとはいえその責任は重大である」と報告書に記した。
日本麻酔科学会は藤井の除名処分を検討したが、藤井は退会届を提出し、法律および定款上、学会はこれを拒むことができず、藤井を処分することはできなかった。
その後、日本麻酔科学会は、藤井との共著者の内1名について、同様に外部から論文捏造の疑いを指摘されている。調査の結果、捏造がほぼ確実と判定できる論文が見つかっているが、処分を決定する前に、その共著者もまた退会届を提出し、処分が行われることはなかった。

## 藤井以前の論文撤回本数記録
藤井以前に、単独で論文撤回本数の記録をもっていたと考えられている研究者は、同じく麻酔学者であったドイツのヨアヒム・ボルト(Joachim Boldt)で、90本ほどの論文の撤回が必要となっていた。
リトラクション・ウォッチは、2023年7月にヨアヒム・ボルトの論文撤回本数が藤井の本数を抜き、藤井の順位が世界2位に下落したことを報じた。